# ۲۰۹ (عدد)
۲۰۹(دویست و نه) یک عدد طبیعی است که بعد از 220 و قبل از ۲۱۰ قرار دارد.